# Thiento von Wessobrunn
Thiento von Wessobrunn, auch Seliger Thiento von Wessobrunn, (* 9. Jahrhundert oder 10. Jahrhundert; † 955 in Wessobrunn) war ein deutscher Abt.
Thiento war von 942 bis zu seinem Tode 955 Abt im Kloster Wessobrunn. Seine Legende berichtet, dass er zusammen mit sechs Mönchen von den Ungarn hingerichtet wurde, die das Kloster überfallen und zerstört hatten. Nachweislich wurde Thiento mit den sechs anderen seit dem 13. Jahrhundert als Märtyrer verehrt. 1707 wurden die Gebeine der sieben in ein Grab in der Klosterkirche überführt, das während der Säkularisation beim Abriss der Kirche 1810 zerstört wurde. Thientos Gedenktag ist der 3. April.